# Počítadlo ujeté vzdálenosti

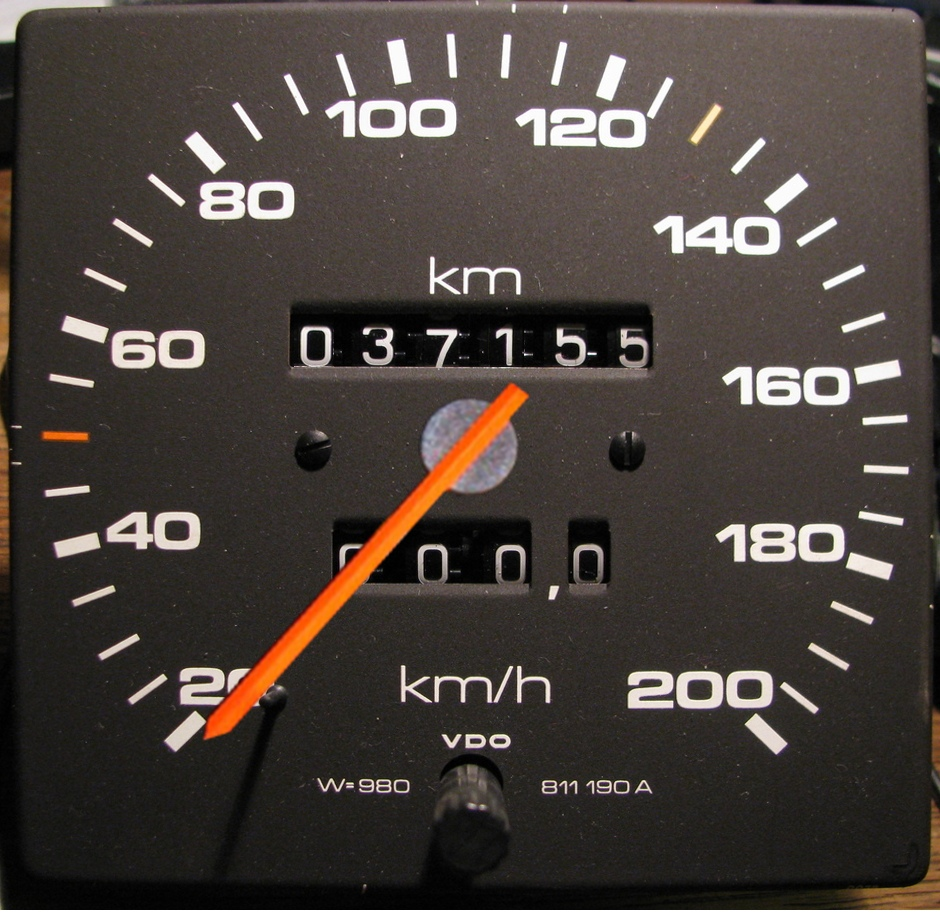
Rychloměr (tachometr) s počítadlem ujetých kilometrů uprostřed

Počítadlo ujeté vzdálenosti (počítadlo kilometrů, hodometr, odometr) je zařízení měřící dráhu, kterou dopravní prostředek urazil. Slovo hodometr vzniklo ze starořeckých slov ὁδός, hodós (dráha) a μετρειν, (měřit). Zařízení fakticky počítá otáčky kola přepočtené na vzdálenost a může být založeno na mechanickém nebo elektronickém principu, případně na jejich kombinaci.

## Manipulace s počtem ujetých kilometrů
Ujeté kilometry zhruba vyjadřují míru opotřebení vozidla a snížení údaje o ujetých kilometrech má většinou oklamat případného kupce ojetého vozu. Existuje mnoho postupů, jak snížit stav tohoto počítadla. Starší mechanická počítadla si dokázal zručný majitel vozu přetočit takřka sám. Moderní digitální počítadla jsou integrovaná do palubních počítačů automobilů, ale i ta lze přenastavit. Zájemce o koupi staršího vozidla je tak uveden v omyl, protože údaj počítadla ukazuje na menší opotřebení vozidla než odpovídá skutečnosti. Manipulace s počtem ujetých kilometrů je též známá jako stáčení n. přetáčení „tachometru“.
V České republice může být manipulace s měřidlem ujetých kilometrů trestná jako trestný čin podvodu dle trestního zákoníku. Změna záznamu o celkové ujeté vzdálenosti na počítadle ujeté vzdálenosti může být přestupkem dle zákona o provozu na pozemních komunikacích .